# Вольтижировка (фильм)
«Вольтижировка» (фр. La Voltige, 1895) — документальный немой короткометражный фильм; один из первых фильмов, снятых братьями Люмьер. Фильм был показан вторым на знаменитом первом платном люмьеровском киносеансе из десяти фильмов в Париже в подвале «Гран-кафе» на бульваре Капуцинок 28 декабря 1895 года.

## Сюжет
Данный фильм показывает обучение кавалериста-новобранца основам вольтижировки. Под руководством офицера новобранец несколько раз запрыгивает на лошадь, неловко выполняя ряд упражнений.